# Suminia
Suminia getmanovi
Genre
Espèce
Suminia est un genre éteint de thérapsides anomodontes ayant vécu durant le Permien moyen et supérieur dans ce qui est aujourd'hui la Russie européenne. Une seule espèce est connue, Suminia getmanovi, décrit en 1994 par le paléontologue russe Mikhaïl Feodosievitch Ivakhnenko. Bien que les fossiles soit majoritairement connus de la localité de Kotelnitch, dans l'oblast de Kirov, des spécimens isolés ont été trouvés dans quelques localités différentes, toutes originaires des régions d'Europe orientale de la Russie.
Suminia, avec Otsheria et Ulemica (en), forment le groupe monophylétique d'anomodontes basaux nommé Venyukovioidea. Il est communément admis que le groupe ait dérivé d'un ancêtre commun qui s'est dispersé du Gondwana en Laurasie. Le taxon est connue pour ses spécialisations dans les dents pour un traitement oral efficace et fonctionnel du matériel végétal, ainsi que pour être l'un des premiers tétrapodes connus à proposer un mode de vie arboricole.

## Découverte et fossiles
De nouveaux matériaux de Suminia ont été récemment extraits de la localité de Kotelnitch, dans laquelle un seul grand bloc avec des squelettes articulés d'au moins 15 spécimens de S. getmanovi a été trouvé. Ce nouveau matériel de S. getmanovi se compose principalement de spécimens subadultes et adultes qui sont bien conservés, avec aucun signe d'altération ou de prédation, suggérant un enfouissement rapide peut-être dû à un événement catastrophique.

## Description

### Introduction
Suminia est diagnostiqué comme un petit Venyukovioidea avec diverses autapomorphies telles que de grandes orbite et de grandes dents par rapport à la taille du crâne, un nombre réduit de 23 vertèbres présacrées, des vertèbres cervicales plus longues que larges (suggérant cou allongé), des membres allongés, les manus et pes (en) égaux à environ 40 % de la longueur des membres respectifs et les os carpien et tarsien distal élargi.

### Crâne
S. getmanovi est reconnue pour les crânes et les dents bien conservés. La longueur du crâne de Suminia est assez petite, mesurant 5,8 cm de long, caractérisée par un museau court avec ses régions squamosales élargies. Alors que l'orbite représente environ 27 % de la longueur totale du crâne, la narine externe est également grande, mesurée pour composer environ 13 % de la longueur du crâne. Les caractéristiques crâniennes partagées uniquement avec Ulemica, distinguent d'autres anomodontes est l'absence du prépariétal, une suture interpariétale réduite située en avant du foramen pinéal et un palatin étroit. L'anatomie crânienne de Suminia peut également être définie par leur foramen pinéal surélevé (en comparaison avec d'autres taxons avec un foramen pinéal affleurant au crâne) et le contact du prémaxillaire avec le palatin qui sont toutes des caractéristiques partagées par le groupe des Venyukovioidea. Peut-être l'une des caractéristiques les plus frappantes de l'anatomie crânienne de Suminia est sa similitude dans l'architecture masticatoire avec les dicynodontes, indiquant que l'articulation de la mâchoire coulissante peut avoir eu son origine avant les dicynodontes. La dentition de Suminia a des implications importantes sur son écologie alimentaire qui est discutée ci-dessous,,.

### Squelette postcrânien
L'étude de l'anatomie postcrânienne de Suminia révèle de nombreuses autapomorphies pour un seul spécimen. Les autapomorphies postcrâniennes significatives de Suminia sont le nombre réduit de vertèbres présacrées et dorsales (exclusivement amphicèles) avec un manque de fusion dans la région sacrée entre les vertèbres (suggérant une grande flexibilité), des pré- et postzygapophyses larges, des proportions plus longues de pleurocentra cervical, distinct proportionnellement plus long membres, un manus qui forme 40 % de la longueur du membre antérieur avec des phalanges terminales particulièrement longues et incurvées, un pes qui représente environ 38 % du membre postérieur et les premiers carpien et tarse élargis (suggèrant un premier doigt divergent). Ces différentes caractéristiques morphologiques indiquent une anatomie postcrânien significativement déviée des autres anomodontes, suggérant que Suminia aurait adopté un mode de vie arboricole,.

## Classification
Suminia fait partie du groupe des Venyukovioidea, un clade de thérapsides anomodontes basaux. Ci-dessous, un cladogramme simplifié basée selon Kammerer et al. (2013) : 
|  | Anomocephalus |
|  |               |
|  | Tiarajudens   |
|  |               |

|  | Suminia                                              |
|  |                                                      |
|  | \| \| Otsheria \| \| \| \| \| \| Ulemica \| \| \| \| |
|  |                                                      |
|  | Otsheria                                             |
|  |                                                      |
|  | Ulemica                                              |
|  |                                                      |

|  | Otsheria |
|  |          |
|  | Ulemica  |
|  |          |

|  | Galepus    |
|  |            |
|  | Galechirus |
|  |            |

|  | Galeops      |
|  |              |
|  | Dicynodontia |
|  |              |

|  | Galepus    |
|  |            |
|  | Galechirus |
|  |            |

|  | Galeops      |
|  |              |
|  | Dicynodontia |
|  |              |

|  | Suminia                                              |
|  |                                                      |
|  | \| \| Otsheria \| \| \| \| \| \| Ulemica \| \| \| \| |
|  |                                                      |
|  | Otsheria                                             |
|  |                                                      |
|  | Ulemica                                              |
|  |                                                      |

|  | Otsheria |
|  |          |
|  | Ulemica  |
|  |          |

|  | Galepus    |
|  |            |
|  | Galechirus |
|  |            |

|  | Galeops      |
|  |              |
|  | Dicynodontia |
|  |              |

|  | Galepus    |
|  |            |
|  | Galechirus |
|  |            |

|  | Galeops      |
|  |              |
|  | Dicynodontia |
|  |              |

|  | Suminia                                              |
|  |                                                      |
|  | \| \| Otsheria \| \| \| \| \| \| Ulemica \| \| \| \| |
|  |                                                      |
|  | Otsheria                                             |
|  |                                                      |
|  | Ulemica                                              |
|  |                                                      |

|  | Otsheria |
|  |          |
|  | Ulemica  |
|  |          |

|  | Galepus    |
|  |            |
|  | Galechirus |
|  |            |

|  | Galeops      |
|  |              |
|  | Dicynodontia |
|  |              |

|  | Galepus    |
|  |            |
|  | Galechirus |
|  |            |

|  | Galeops      |
|  |              |
|  | Dicynodontia |
|  |              |

|  | Suminia                                              |
|  |                                                      |
|  | \| \| Otsheria \| \| \| \| \| \| Ulemica \| \| \| \| |
|  |                                                      |
|  | Otsheria                                             |
|  |                                                      |
|  | Ulemica                                              |
|  |                                                      |

|  | Otsheria |
|  |          |
|  | Ulemica  |
|  |          |

|  | Galepus    |
|  |            |
|  | Galechirus |
|  |            |

|  | Galeops      |
|  |              |
|  | Dicynodontia |
|  |              |

|  | Galepus    |
|  |            |
|  | Galechirus |
|  |            |

|  | Galeops      |
|  |              |
|  | Dicynodontia |
|  |              |

|  | Anomocephalus |
|  |               |
|  | Tiarajudens   |
|  |               |

|  | Suminia                                              |
|  |                                                      |
|  | \| \| Otsheria \| \| \| \| \| \| Ulemica \| \| \| \| |
|  |                                                      |
|  | Otsheria                                             |
|  |                                                      |
|  | Ulemica                                              |
|  |                                                      |

|  | Otsheria |
|  |          |
|  | Ulemica  |
|  |          |

|  | Galepus    |
|  |            |
|  | Galechirus |
|  |            |

|  | Galeops      |
|  |              |
|  | Dicynodontia |
|  |              |

|  | Galepus    |
|  |            |
|  | Galechirus |
|  |            |

|  | Galeops      |
|  |              |
|  | Dicynodontia |
|  |              |

|  | Suminia                                              |
|  |                                                      |
|  | \| \| Otsheria \| \| \| \| \| \| Ulemica \| \| \| \| |
|  |                                                      |
|  | Otsheria                                             |
|  |                                                      |
|  | Ulemica                                              |
|  |                                                      |

|  | Otsheria |
|  |          |
|  | Ulemica  |
|  |          |

|  | Galepus    |
|  |            |
|  | Galechirus |
|  |            |

|  | Galeops      |
|  |              |
|  | Dicynodontia |
|  |              |

|  | Galepus    |
|  |            |
|  | Galechirus |
|  |            |

|  | Galeops      |
|  |              |
|  | Dicynodontia |
|  |              |

|  | Suminia                                              |
|  |                                                      |
|  | \| \| Otsheria \| \| \| \| \| \| Ulemica \| \| \| \| |
|  |                                                      |
|  | Otsheria                                             |
|  |                                                      |
|  | Ulemica                                              |
|  |                                                      |

|  | Otsheria |
|  |          |
|  | Ulemica  |
|  |          |

|  | Galepus    |
|  |            |
|  | Galechirus |
|  |            |

|  | Galeops      |
|  |              |
|  | Dicynodontia |
|  |              |

|  | Galepus    |
|  |            |
|  | Galechirus |
|  |            |

|  | Galeops      |
|  |              |
|  | Dicynodontia |
|  |              |

|  | Suminia                                              |
|  |                                                      |
|  | \| \| Otsheria \| \| \| \| \| \| Ulemica \| \| \| \| |
|  |                                                      |
|  | Otsheria                                             |
|  |                                                      |
|  | Ulemica                                              |
|  |                                                      |

|  | Otsheria |
|  |          |
|  | Ulemica  |
|  |          |

|  | Galepus    |
|  |            |
|  | Galechirus |
|  |            |

|  | Galeops      |
|  |              |
|  | Dicynodontia |
|  |              |

|  | Galepus    |
|  |            |
|  | Galechirus |
|  |            |

|  | Galeops      |
|  |              |
|  | Dicynodontia |
|  |              |

|  | Anomocephalus |
|  |               |
|  | Tiarajudens   |
|  |               |

|  | Suminia                                              |
|  |                                                      |
|  | \| \| Otsheria \| \| \| \| \| \| Ulemica \| \| \| \| |
|  |                                                      |
|  | Otsheria                                             |
|  |                                                      |
|  | Ulemica                                              |
|  |                                                      |

|  | Otsheria |
|  |          |
|  | Ulemica  |
|  |          |

|  | Galepus    |
|  |            |
|  | Galechirus |
|  |            |

|  | Galeops      |
|  |              |
|  | Dicynodontia |
|  |              |

|  | Galepus    |
|  |            |
|  | Galechirus |
|  |            |

|  | Galeops      |
|  |              |
|  | Dicynodontia |
|  |              |

|  | Suminia                                              |
|  |                                                      |
|  | \| \| Otsheria \| \| \| \| \| \| Ulemica \| \| \| \| |
|  |                                                      |
|  | Otsheria                                             |
|  |                                                      |
|  | Ulemica                                              |
|  |                                                      |

|  | Otsheria |
|  |          |
|  | Ulemica  |
|  |          |

|  | Galepus    |
|  |            |
|  | Galechirus |
|  |            |

|  | Galeops      |
|  |              |
|  | Dicynodontia |
|  |              |

|  | Galepus    |
|  |            |
|  | Galechirus |
|  |            |

|  | Galeops      |
|  |              |
|  | Dicynodontia |
|  |              |

|  | Suminia                                              |
|  |                                                      |
|  | \| \| Otsheria \| \| \| \| \| \| Ulemica \| \| \| \| |
|  |                                                      |
|  | Otsheria                                             |
|  |                                                      |
|  | Ulemica                                              |
|  |                                                      |

|  | Otsheria |
|  |          |
|  | Ulemica  |
|  |          |

|  | Galepus    |
|  |            |
|  | Galechirus |
|  |            |

|  | Galeops      |
|  |              |
|  | Dicynodontia |
|  |              |

|  | Galepus    |
|  |            |
|  | Galechirus |
|  |            |

|  | Galeops      |
|  |              |
|  | Dicynodontia |
|  |              |

|  | Suminia                                              |
|  |                                                      |
|  | \| \| Otsheria \| \| \| \| \| \| Ulemica \| \| \| \| |
|  |                                                      |
|  | Otsheria                                             |
|  |                                                      |
|  | Ulemica                                              |
|  |                                                      |

|  | Otsheria |
|  |          |
|  | Ulemica  |
|  |          |

|  | Galepus    |
|  |            |
|  | Galechirus |
|  |            |

|  | Galeops      |
|  |              |
|  | Dicynodontia |
|  |              |

|  | Galepus    |
|  |            |
|  | Galechirus |
|  |            |

|  | Galeops      |
|  |              |
|  | Dicynodontia |
|  |              |

|  | Anomocephalus |
|  |               |
|  | Tiarajudens   |
|  |               |

|  | Suminia                                              |
|  |                                                      |
|  | \| \| Otsheria \| \| \| \| \| \| Ulemica \| \| \| \| |
|  |                                                      |
|  | Otsheria                                             |
|  |                                                      |
|  | Ulemica                                              |
|  |                                                      |

|  | Otsheria |
|  |          |
|  | Ulemica  |
|  |          |

|  | Galepus    |
|  |            |
|  | Galechirus |
|  |            |

|  | Galeops      |
|  |              |
|  | Dicynodontia |
|  |              |

|  | Galepus    |
|  |            |
|  | Galechirus |
|  |            |

|  | Galeops      |
|  |              |
|  | Dicynodontia |
|  |              |

|  | Suminia                                              |
|  |                                                      |
|  | \| \| Otsheria \| \| \| \| \| \| Ulemica \| \| \| \| |
|  |                                                      |
|  | Otsheria                                             |
|  |                                                      |
|  | Ulemica                                              |
|  |                                                      |

|  | Otsheria |
|  |          |
|  | Ulemica  |
|  |          |

|  | Galepus    |
|  |            |
|  | Galechirus |
|  |            |

|  | Galeops      |
|  |              |
|  | Dicynodontia |
|  |              |

|  | Galepus    |
|  |            |
|  | Galechirus |
|  |            |

|  | Galeops      |
|  |              |
|  | Dicynodontia |
|  |              |

|  | Suminia                                              |
|  |                                                      |
|  | \| \| Otsheria \| \| \| \| \| \| Ulemica \| \| \| \| |
|  |                                                      |
|  | Otsheria                                             |
|  |                                                      |
|  | Ulemica                                              |
|  |                                                      |

|  | Otsheria |
|  |          |
|  | Ulemica  |
|  |          |

|  | Galepus    |
|  |            |
|  | Galechirus |
|  |            |

|  | Galeops      |
|  |              |
|  | Dicynodontia |
|  |              |

|  | Galepus    |
|  |            |
|  | Galechirus |
|  |            |

|  | Galeops      |
|  |              |
|  | Dicynodontia |
|  |              |

|  | Suminia                                              |
|  |                                                      |
|  | \| \| Otsheria \| \| \| \| \| \| Ulemica \| \| \| \| |
|  |                                                      |
|  | Otsheria                                             |
|  |                                                      |
|  | Ulemica                                              |
|  |                                                      |

|  | Otsheria |
|  |          |
|  | Ulemica  |
|  |          |

|  | Galepus    |
|  |            |
|  | Galechirus |
|  |            |

|  | Galeops      |
|  |              |
|  | Dicynodontia |
|  |              |

|  | Galepus    |
|  |            |
|  | Galechirus |
|  |            |

|  | Galeops      |
|  |              |
|  | Dicynodontia |
|  |              |

## Paléobiologie

### Alimentation
En combinaison avec une architecture masticatrice similaire à celle des dicynodontes (définie par une articulation coulissante de la mâchoire), les grandes dents en forme de feuille de Suminia suivent une dentition occlusive complètement marginale qui diffère des autres espèces avec des dents en forme de feuille présentes. Cela fournit des indications non seulement sur l'herbivorie, mais aussi sur les mécanismes du traitement oral,,. Une caractéristique intéressante du motif occlusal dans la dentition Suminia est l'angle des surfaces occlusives. Avec un angle de 75 degrés par rapport au plan de la mâchoire, il est suggéré que les dents les plus postérieures déchiquettent la matière alimentaire plutôt que de l'écraser. On observe que les dents antérieures sont significativement plus grandes et dépourvues de ce motif occlusal. Par conséquent, il est suggéré que les dents les plus antérieures sont responsables de la coupe des morceaux de plante pour que les dents postérieures les déchiquettent. On comprend donc que Suminia étaient des herbivores obligatoires car la dentition et la fonction mandibulaire permettent le déchiquetage du matériel végétal via une traduction postérieure,.
Il a été prouvé que le remplacement des dents était peu fréquent, ce qui a été montré chez certains spécimens de S. getmanovi dont les dents étaient usées presque jusqu'au cou. Cependant, ces facettes d'usure sur les dents postérieures sont en elles-mêmes compatibles avec l'herbivorie en ce sens que les emplacements de l'usure (aspects labiaux et linguaux des dents postérieures supérieures et inférieures respectivement), sont des preuves distinctes que l'usure n'est pas un conséquence d'une occlusion dentaire à la nourriture mais plutôt dent à dent. Les preuves du traitement oral étendu de Suminia suggèrent que la dentition est hautement spécialisée pour l'herbivorie riche en fibres. Cela fournit une explication alternative selon laquelle la capacité de traiter des matières végétales résistantes et riches en fibres peut avoir été une caractéristique plus fondamentale des anomodontes qu'on ne le pensait auparavant,.

### Mode de vie
Les adaptations au mode de vie arboricole sont censées évoluer par évolution convergente. Cependant, de nombreux vertébrés arboricoles partagent des mécanismes physiques similaires (saisir, s'accrocher etc.).
Suminia est considéré comme le plus ancien tétrapode arboricole connu en raison des capacités de préhension suggérées déduites des premiers carpe et tarse, particulièrement élargis et phalangiformes qui indiquent qu'ils possèdent un premier doigt divergent, capable de saisir. Le premier doigt est mesuré pour avoir un angle d'environ 30 à 40 degrés avec les doigts restants du manus et du pes, ce qui permet au premier doigt de fléchir ventralement, indépendamment du reste des doigts (peut être comparé à un pouce opposable). Ceci est en outre soutenu par les membres allongés et les phalanges terminales comprimées latéralement en forme de griffe, ce qui faciliterait la capacité d'adhérence. De plus, l'anatomie de la queue avec l'expansion de la région antérieure suggère une capacité d'équilibre ainsi que des capacités de préhension, fournissant plus de preuves du mode de vie arboricole,.
Via une analyse morphométrique ainsi qu'une comparaison avec d'autres vertébrés arboricoles, Suminia getmanovi fournit des preuves anatomiques qu'il vivait parmi les arbres, marquant une marque significative dans l'histoire de l'évolution du mode de vie arboricole,.

### Vidéo
- (en) [vidéo] « Suminia - The Permian Monkey Look-alikes », sur YouTube.